# Grúixivka
Grúixivka (en ucraïnès: Грушівка) és un poble de la República Autònoma de Crimea, a Ucraïna, que el 2014 tenia 2.269 habitants. Pertany al districte de Sudak. Fins al 1945 la vila es deia Salí.